# Lijst van burgemeesters van Oudshoorn
Dit is een lijst van burgemeesters van de voormalige Nederlandse gemeente Oudshoorn in de provincie Zuid-Holland.

Op 1 januari 1918 is deze gemeente samengevoegd met de gemeenten Aarlanderveen en Alphen (Zuid-Holland) tot de nieuwe gemeente Alphen aan den Rijn.
| Ambtsperiode | Naam burgemeester                                        | Partij of stroming | Bijzonderheden |
| ------------ | -------------------------------------------------------- | ------------------ | --- |
| 1816 - 1848  | Leendert Kalkoven                                        |                    | |
| 1848 - 1859  | mr. Johan Hendrik Verboom baron van Reede van Oudtshoorn |                    | |
| 1859 - 1866  | Johan Wilhelm Rösener Manz                               |                    | Later burgemeester van Delfshaven |
| 1866 - 1879  | jhr Frederik de Charon de St. Germain                    |                    | |
| 1879 - 1886  | Christiaan Jan van Eeghen                                |                    | Later burgemeester van Putten |
| 1886 - 1903  | Jacobus Willem Cornelis Bloem                            |                    | Later burgemeester van Stad Hardenberg |
| 1903 - 1908  | Jacobus de Lange                                         |                    | Later burgemeester van Nijkerk |
| 1909 - 1916  | Willem Laurens ten Harmsen van der Beek                  |                    | vh. districtscommissaris in Suriname en inspecteur van politie te Rotterdam |
| 1916 - 1917  | Carl Wilhelm Christiaan Theodoor Visser                  |                    | Waarnemend. Voordien burgemeester van Hemelumer Oldeferd en Wonseradeel. In dezelfde periode tevens burgemeester van Alphen (Zuid-Holland). Aansluitend burgemeester van Alphen aan den Rijn |